# 空间风化
太空風化是所有暴露在嚴苛的太空環境中的天體表層所經歷的一系列变化過程的总称。月球、水星、小行星、彗星等沒有大氣層的天體，表層會受到宇宙射線和太陽輻射的照射、太陽風粒子的轰击、大大小小的隕石和微流星體的撞击。太空風化的過程是影響天體表層物理和光學性質的重要因素。因此了解太空風化的作用有助于正确解釋观测数据。

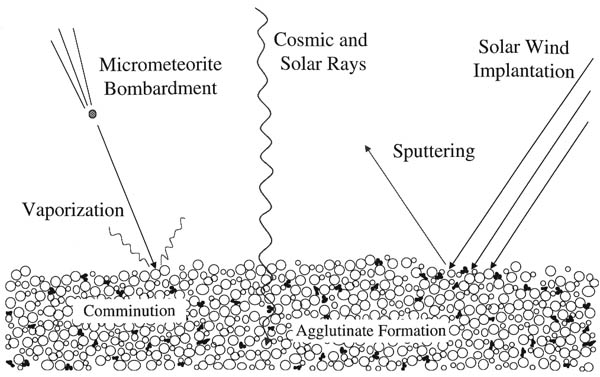
不同成分的太空風化圖解。

## 太空風化的研究歷史
我們對太空風化的認識有许多来自阿波羅計畫帶回的月球土壤，特別是对風化層的研究。持续不断的高能粒子和微流星體与較大的流星體一道，對月球表層产生了粉碎、熔解、飛濺和汽化等作用，如同園藝從事的翻土。
太空風化對月球表土的第一個步驟是黏合。當微流星體的撞擊熔化少量的物質時，周圍的玻璃和礦物便會被結合成几微米到几毫米大小的玻璃状集合體。因為其中存在奈米相鐵，因此這些黏合物肉眼看上去是黑色的。黏合在月球土壤中是非常普遍的现象，多達60～70%的成熟月球土壤都有這樣的結構。

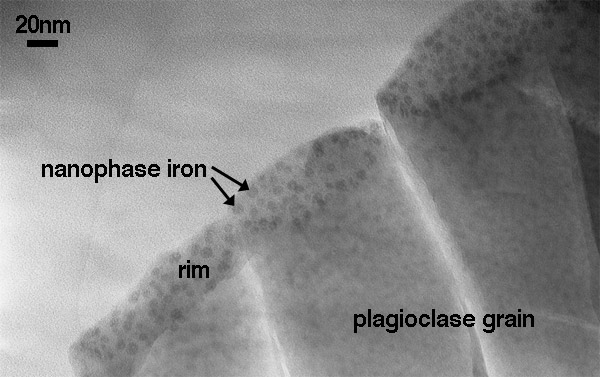
在月球土壤10084外緣，被太空風化顆粒的TEM影像。

太空風化也會造成表面土壤的顆粒產生相關聯的產物，例如玻璃的飛濺，氫、氦等稀有气体的注入，太陽閃焰的痕迹，以及其它吸积成分，包括奈米相鐵。直到1990年代，相关的设备和技术得到了改進，才有能力觀察到非常薄的層面（60-200奈米）、邊緣、或单个月球土壤顆粒的发育状况。这些是鄰近的微流星體撞擊造成蒸發與再沉殿，或是飛濺物再沉澱的结果 。這些風化過程對月球土壤的光譜特徵有重大的影響，特別是在紫外、可見光、近紅外線波段。

## 太空風化對天体光譜的影響
太空風化對天体光譜的作用有三種：當表面成熟時會變得更加黑暗（反照率降低）、紅化（反射率隨著波長增長而增加）、以及降低了特征吸收波段的深度。這些作用主要是在单个土壤的黏合物和吸积边缘上都存在奈米相鐵的结果。研究月球環形山可以明顯看出太空風化變暗的效果。年輕、新生成的隕石坑有明亮的輻射纹，因為這些土壤是剛暴露出來的，尚未被太空風化的物質。但只要假以時日，經過太空風化的過程變暗之後，這些輻射紋就會消失。

## 小行星的太空風化
雖然小行星所处的環境與月球截然不同，但也能发生太空風化。小行星上发生的高能粒子撞擊速度較低，因此產生的熔解與蒸發也較少，到達小行星帶的太陽風粒子也較少。可是，由于較高的撞擊率和較小的重力，因此小行星表面翻攪更多，而暴露表面的年齡應該比月球表面年輕。所以，小行星表面發生的太空風化比較慢、比較少，但因為表面積比較大，所以動態比較豐富。
人们還是能找到小行星太空風化的證據。長年以來，行星科學中一个所謂的難題就是总的来讲，小行星的光譜與蒐集到的隕石光譜不能吻合，特別是最為豐富的S-型小行星不能與最豐富的隕石——普通球粒隕石（OCs）吻合。小行星的光譜紅化曲線在可見光的範圍內很陡峭。而近地小行星的光譜特徵涵蓋了从S型到光谱类似普通球粒隕石的类型，表明正在发生一些能够将普通球粒隕石的光谱转变成类似S型小行星的光谱的过程。伽利略号探测器飞越加斯帕和艾達时发现新生成的陨石坑的光谱不同，这被认为是风化层改变的证据。随着时间推移，加斯帕和艾達的光谱逐渐红化并且对比度降低。會合-舒梅克號对愛神星进行的X射线观测发现，不管是红化了的还是S型光谱，都有普通球粒陨石的成分，这再一次表明某些过程改变了小行星表面的光学特征。

## 水星的太空風化
水星的環境也與月球大不相同。首先，水星的白天比月球更熱（月球白天的表面溫度大約是100°C，而水星是425°C），而夜晚更冷，這會改變太空風化的產物。其次，因為在太陽系內的位置不同，水星所经受的微流星體的撞击速度也比月球上的大。在這些因素的联合影响下，水星上無論熔合或蒸發的效率都會遠大於月球。水星上由于撞擊造成的單位面積上的熔化速率预计是月球的13.5倍，蒸發則为19.5倍。水星上類似膠合玻璃和蒸汽的沉積生成的速率比月球上更高，并更快地散布在表面。
地球上观测到的水星的紫外和可見光光譜大体上是線性的，並向紅端傾斜，沒有吸收帶和與鐵結合的礦物，例如輝石。這意味著在水星表面要么沒有鐵的成分，要么都已經風化成為奈米相鐵。表面風化可以解釋顏色为什么偏紅。